# دیوار شعر در لیدن

## اشعار دیواری در لیدن
اشعار دیواری، پروژه‌ای بود که در آن شعر ۱۰۱ شاعر از زبانهای مختلف بر روی نمای خارجی ساختمان‌های شهر لیدن ِهلند نقاشی شد. واپسین شاعر، محمدرضا شفیعی کدکنی شاعر ایرانی بود که در تاریخ پنجم ژوئن ۲۰۱۵ شعر «سفر» او روی دیوار شعر لیدن حکاکی شده و تنها شاعری که این دیوار به امضای او منقوش شد.

## تاریخچه و توصیف
این پروژه به‌وسیلهٔ بنیاد خصوصی تگن-بیلد ِبن والنکمپ و ناج-ویلن بورینز حمایت مالی می‌شد و در آن دو هنرمند با همکاری مالی اضافی از سوی چندین شرکت در شهر لیدن هلند اجرا شد. این پروژه با شعر روسی از شاعری به نام مارینا تسوتائوا آغاز شده و در سال ۲۰۰۵ با شعر اسپانیایی ده پرفوندی از فدریکو گارسیا لورکا به پایان رسیده و برای مدتی متوقف شد.
بسیاری از این اشعار به زبان هلندی و انگلیسی نیز ترجمه شده‌اند.

## تاثیرات
به‌خاطر موفقیت‌های پروژهٔ اشعار دیواری لیدن، این پروژه در دیگر شهرهای هلند نیز اجرایی شد. در سال ۲۰۰۴ سفارت هلند در بلغارستان، پروژهٔ مشابهی را در شهر صوفیا پایتخت بلغارستان به اجرا در آورد.